# Estado Zhongshan

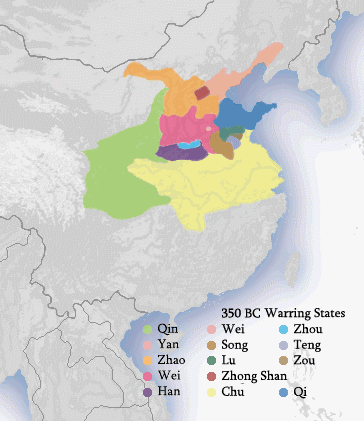
Feudos chinos en 350 a. C.

El Estado Zhongshan (chino: 中山; pinyin: Zhōngshān) fue un estado vasallo de la dinastía Zhou durante los Reinos Combatientes.
Fue concedido en 414 a. C., cuando el duque (公, gōng) Wu fundó una ciudad llamada Gu (顧). En 407 a. C. el general Yue Yang de Wei conquistó el feudo. Se dice que el hijo del general vivía en el feudo y al comenzar la guerra fue tomado como rehén, siendo desfilado ante su padre para desmoralizarlo. Como no funcionó lo hicieron estofado y enviaron parte por parte al general, quien se bebió el estofado ante los mensajeros para mostrar su resolución. En 381 a. C. Zhongshan volvió a ganar su independencia.
Zhongshan invadió Yan en 315 a. C. con un ejército al mando de Sima Zhou coincidiendo con una paralela de Qi después que el rey de Yan, Zi Kuai, abdicara en su canciller Zi Zhi. Durante la campaña se apoderaron de unas minas de cobre que Yan había tomado de los donghu anteriormente.
En 306 a. C. el rey Wuling de Zhao inició una ofensiva contra el feudo, que acabó 10 años después en su conquista.